# BHUTAN-1
BHUTAN-1, conosciuto anche come Bird BT, è stato il primo satellite del Bhutan. 
Il satellite, del tipo CubeSat, è stato progettato e realizzato da quattro giovani ingegneri bhutanesi in collaborazione con il Kyushu Institute of Technology nell'ambito del progetto Birds. Il lancio è stato effettuato il 29 giugno 2018 dal John F. Kennedy Space Center con un razzo vettore Falcon 9, che con una navicella Dragon 1 lo ha trasportato sulla Stazione Spaziale Internazionale; da qui è stato collocato in orbita terrestre bassa il 10 agosto 2018.  
Il satellite aveva il compito di effettuare osservazioni terrestri per valutare l'assetto dei ghiacciai, dei laghi e della copertura forestale del Paese e di studiare gli effetti delle radiazioni cosmiche sui satelliti. Aveva a bordo due telecamere per la ripresa di immagini terrestri, sensori per la rilevazione delle radiazioni cosmiche e alcune attrezzature per comunicazioni con i radioamatori. 
Il satellite è rientrato nell'atmosfera il 18 novembre 2020.